# ISOCARP
Hiệp hội quốc tế của thành phố và quy hoạch khu vực (International Society of City and Regional Planners / ISOCARP) là một hiệp hội quốc tế của những người làm việc trong quy hoạch đô thị. Nó được tạo ra vào năm 1965. Nó bây giờ có các thành viên đến từ hơn 80 quốc gia. ISOCARP được chính thức công nhận bởi các Liên Hợp Quốc và Ủy hội châu Âu. Nó hoạt động cùng với UNESCO và không phải nằm dưới sự kiểm soát của chính phủ nào.